# Карл Шлехтер
Карл Шлехтер (нім. Carl Schlechter; 2 березня 1874, Відень — 27 грудня 1918, Будапешт) — видатний австрійський шахіст, один з найсильніших у першому десятилітті XX ст., Послідовник вчення Стейніца. Шаховий теоретик і композитор. Головний редактор журналу «Deutsche Schachzeitung» (1912—1918)

## Спортивні досягнення
| Рік       | Місто       | Турнір                 | +  | - | =  | Результат | Місце |
| --------- | ----------- | ---------------------- | -- | - | -- | --------- | ----- |
| 1900      | Мюнхен      |                        | 9  | 0 | 6  | 12 з 15   | 1-2   |
| 1901      | Монте-Карло |                        | 9  | 2 | 6  | 12 з 17   | 2     |
| 1904      | Монте-Карло |                        | 4  | 0 | 6  | 7 з 10    | 2     |
| 1904      | Кобург      |                        | 4  | 1 | 7  | 7,5 з 12  | 1-3   |
| 1906      | Нюрнберг    |                        | 6  | 1 | 9  | 10,5 з 16 | 3-4   |
| 1906      | Остенде     |                        | 15 | 3 | 12 | 21 з 30   | 1     |
| 1907      | Остенде     |                        | 7  | 3 | 10 | 12 з 20   | 2     |
|           | Карлсбад    | 1-й міжнародний турнір | 8  | 3 | 9  | 12½ з 20  | 4-5   |
| 1908      | Відень      |                        | 9  | 0 | 10 | 14 з 19   | 1-3   |
|           | Прага       |                        | 9  | 1 | 9  | 13,5 з 19 | 1-2   |
| 1910      | Гамбург     |                        | 8  | 1 | 7  | 11,5 з 16 | 1     |
| 1910/1911 | Відень      | Требіч-турнір          |    |   |    | 10 з 14   | 1-2   |
| 1911      | Карлсбад    | 2-й міжнародний турнір | 13 | 4 | 8  | 17 з 25   | 2-3   |
| 1912      | Відень      | Требіч-турнір          | 5  | 1 | 4  | 7 з 10    | 1     |
| 1913      | Відень      | Требіч-турнір          | 10 | 0 | 8  | 14 з 18   | 1     |
| 1914      | Відень      | Требіч-турнір          | 10 | 1 | 3  | 11,5 з 14 | 1     |
| 1915/1916 | Відень      | Требіч-турнір          |    |   |    | 10 з 15   | 1     |

Найбільш значущі матчеві результати:
| Рік  | Місто          | Суперник  | Результат |
| 1902 | Карлсбад       | Яновський | (+6-1=3)  |
| 1910 | Відень, Берлін | Ласкер    | (+1-1=8)  |
| 1911 | Кельн          | Тарраш    | (+3-3=10) |

## Відгуки про Шлехтера
В 90-х роках XIX ст. теорія Стейніца ще настільки не була загальним надбанням, що навіть багато майстрів не засвоїли її повністю. Тому шахісти, які володіли нею досконало, без особливих зусиль досягали відмінних турнірних успіхів, перемагаючи слабких супротивників, а між собою зводячи партії переважно внічию. Так виник особливий стиль того часу — малоініціативний, що зводився головним чином до чатування на позиційні помилки супротивників, погано знайомих з системою Стейніца. Ця манера гри майже стирала індивідуальне обдарування найталановитіших шахістів тієї епохи. До останніх належить і Шлехтер. Вивчаючи його партії, ми, однак, можемо розрізнити іноді під маскою наслідувальної техніки його істинну, вельми значну особистість.— Р. Реті «Підручник шахової гри» (1929)
.